# Таблинум

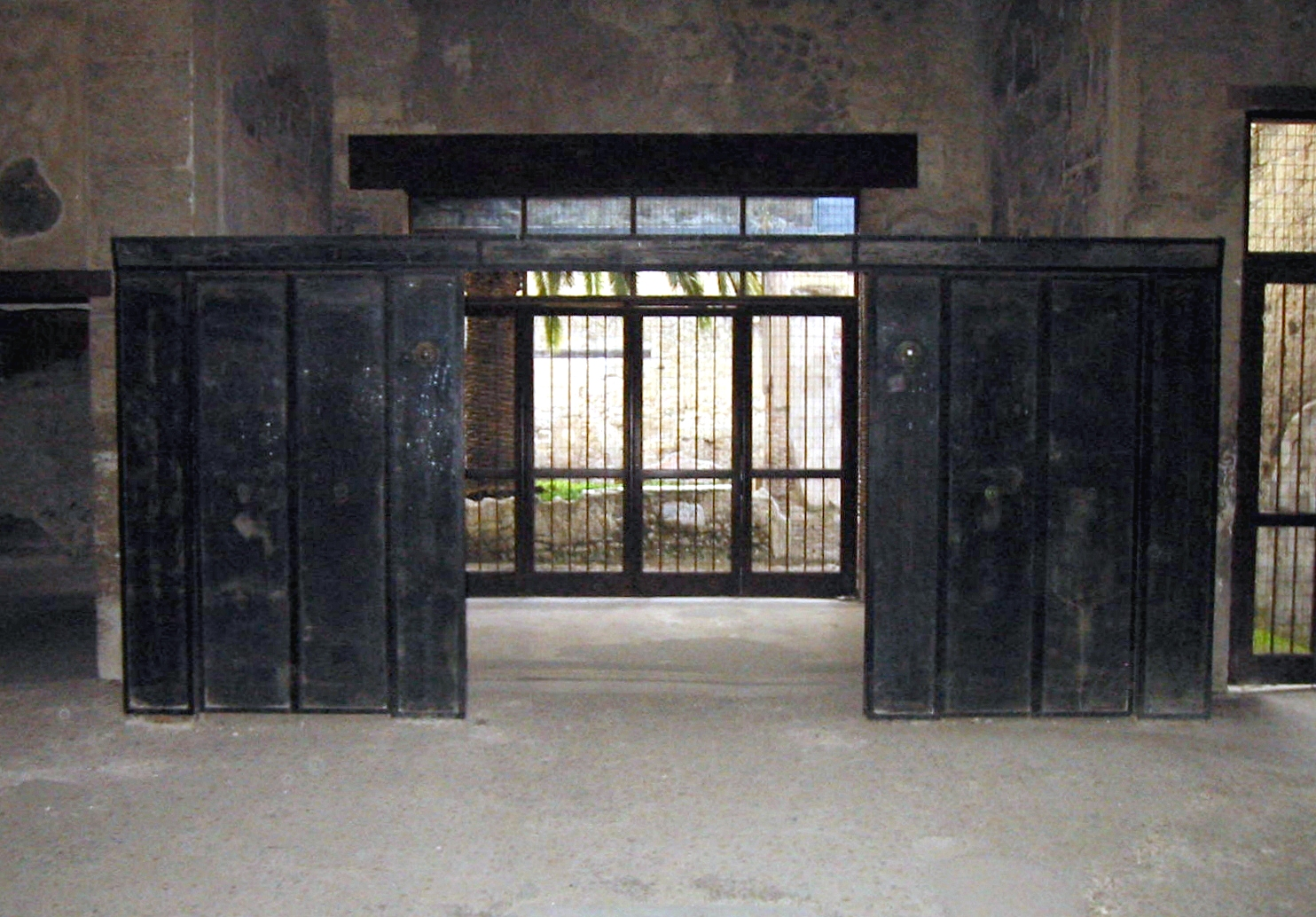
Таблинум дома в Геркулануме. Деревянная перегородка отделяет его от атриума.

План дома Фавна: 1 — вестибюль, входная часть дома, 2 — главный атриум с имплювием со статуей танцующего фавна, 3 — атриум с четырьмя колоннами и комнатой для гостей, 4 — таблинум, личная комната для семьи, 6 — экседра, комната, в которой была размещена знаменитая мозаика Александра Македонского, 7 — большой сад в задней части дома, 8 — подсобные помещения.

Таблинум (лат. Tablinum, от tabulae — доска) — помещение в древнеримском жилище. Примыкало непосредственно к атриуму, от которого в некоторых случаях его отделяла ширма или деревянная перегородка. Помещение было по сути «кабинетом» главы семьи и предназначалось для деловых встреч и приема клиентов, а также для хранения документов (табличек с записями). За таблинумом обычно следовал перистиль. Стены таблинума зачастую были расписаны фресками, а пол вымощен мозаичными плитами.
В древнегреческом доме таблинуму соответствовал простас (προστάς).